# هیرون
هیرون (به هلندی: Herwen) یک منطقهٔ مسکونی در هلند است که در رین‌واردن واقع شده‌است.